# Хуан Переда
Хуан Переда Асбун (ісп. Juan Pereda Asbún, 17 червня 1931, Ла-Пас, Болівія — 25 листопада 2012, Санта-Крус, Болівія) — болівійський військовий та політичний діяч. Генерал авіації, президент країни 1978 року. Був висунутий кандидатом у президенти як довірена особа диктатора Гуго Бансера, однак після того, як результати виборів були анульовано, сам захопив владу. Був скинутий військовиками після 126 днів правління, та відійшов від політики.

## Біографія

### Військова й державна кар'єра
Хуан Переда народився 17 червня 1931 року в столиці Болівії Ла-Пасі в родині іспанця-емігранта Маркоса Переди та його дружини Марії Луїси Асбун, які належали до середнього класу. В юності вступив на військову службу й закінчив Коледж військової авіації. Здобув там учений ступінь і продовжив вивчення аеронавтики на курсах підвищення кваліфікації у Флоренції (Італія). Потім навчався на командних курсах у Школі Генерального штабу армії Аргентини. Після повернення на батьківщину був відряджений військово-повітряним аташе до Перу. Потім викладав у Коледжі військової авіації та був його директором. За часів правління Гуго Бансера займав пости міністра торгівлі й промисловості, потім міністра внутрішніх справ та юстиції (з 14 лютого 1974 до 28 листопада 1977 року). Став довіреною особою Бансера і 1977 року зайняв пост командувача військово-повітряними силами країни Болівії.

### Президентські вибори 1978 року та прихід до влади
1977 року президент Гуго Бансер призначив президентські вибори, урядовим кандидатом на яких від виборчого блоку Народний націоналістичний союз, (ісп. Unión Nacionalista del Pueblo (UNP)) став Хуан Переда. Вибори відбулись 9 липня 1978 року, а наступного дня було оприлюднено їх результати. Відповідно до цих результатів, ніхто не отримав абсолютної більшості голосів, проте урядовий блок Переди випередив за кількістю голосів лівий виборчий блок Фронт демократичної та народної єдності, а сам Переда набрав 50,1 % голосів проти 21,8 % голосів, відданих за лідера ФДНЄ Ернана Сілеса Суасо. Однак, як болівійські, так і міжнародні спостерігачі, відзначили масові порушення під час проведення голосування й 19 липня Верховний виборчий трибунал анулював їх результати. Тим не менше, Хуан Переда оголосив себе переможцем, що спричинило хвилю протестів і виступів опозиції. Не впевнений у подальшій підтримці Гуго Бансера, Переда виїхав до Санта-Круса, де, заручившись підтримкою частини армії та Болівійської соціалістичної фаланги, вже 20 липня зажадав відставки президента. Із Санта-Круса Переда заявив, що спрямує авіацію бомбувати столицю. Бансер передав владу хунті на чолі з Віктором Гонсалесом Фуентесом, і 21 липня 1978 року генерал Хуан Переда Асбун склав у Ла-Пасі присягу як новий президент Болівії.

### Правління
Того ж дня президентським декретом на всій території Болівії було запроваджено надзвичайний стан і заборонено всі громадські зібрання. Переда цілковито замінив вище командування армією й відправив у відставку попередній склад уряду. Незважаючи на це, протестний рух в країні зростав. Ернан Сілес Суасо заявив агентству «Рейтер», що ФДНЄ очолить мирну кампанію з вимогами негайного проведення нових виборів. Болівійський робітничий центр оголосив 48-годинний страйк на олововидобувних копальнях «Катаві» й «Сігло ХХ», в якому взяли участь понад 15 000 шахтарів й зажадав виведення військ з гірськовидобувних районів.
24 липня Хуан Переда сформував новий уряд. Вперше за чотири роки більшість міністрів були цивільними, членами Народного націоналістичного союзу. Військовики зайняли тільки пости міністра національної оборони, внутрішніх справ, міністра із сільськогосподарських і селянських справ. На церемонії складання кабінетом присяги Переда заявив, що його адміністрація «продовжить демократизацію» Болівії, однак не поточнив, яким шляхом і в які терміни має намір цього досягти. Лівий Фронт демократичної й народної єдності відмовився співпрацювати з урядом, як і Християнсько-демократична партія, яка заявила, що новий уряд нав'язаний країні всупереч конституційним принципам, і вже цим завдало удару по надіях на демократизацію.
26 липня відбулось перше засідання уряду, на якому Переда заявив про звільнення політичних в'язнів, як цього вимагав БРЦ, зобов'язався поважати свободу друку й гарантувати рівень зарплатні на державних підприємствах. Він заявив, що готовий провести ще одні загальні вибори за 18 місяців, якщо до цього часу вдасться підготувати нові виборчі списки та прийняти новий виборчий закон.
Поступово положення в країні почало стабілізуватись: новий режим отримав міжнародне визнання, відновилась економічна допомога США, знову відкрились університети. 11 серпня 1978 року Хуан Переда скасував у Болівії надзвичайний стан і спеціальним декретом-законом запровадив у дію Політичну конституцію 1967 року. Серед заходів уряду Переди за його короткого правління були: приєднання Болівії до міжнародних угод з попередження захоплення повітряних суден (21 липня 1978 року), запровадження соціального страхування здоров'я у сільській місцевості (2 серпня), створення Ради з питань житла для працівників поліції (ісп. Consejo de Vivienda Policial), що займалась плануванням і забезпеченням будівництва дешевого житла для болівійських поліцейських (11 вересня) тощо.
Наприкінці жовтня до країни несподівано повернувся скинутий влітку Гуго Бансер, а 31 жовтня уряд заарештував групу офіцерів і низку лідерів Фронту демократичної та народної єдності, звинувативши їх в «антиурядовій змові з метою державного перевороту». Представники ФДНЄ відкинули ці звинувачення, заявивши, що уряд просто намагається виправдати переслідування опозиції та зажадали негайного звільнення своїх лідерів. 1 листопада уряд Переди в повному складі пішов у відставку, в країні було запроваджено надзвичайний стан. Президент провів термінову нараду з вищим військовим командуванням, на якому було прийнято рішення щодо формування нового кабінету, який «майже цілком буде складатись із військовиків». Головнокомандувач збройними силами генерал Анхель Сальман заявив представникам друку, що новий уряд буде представлено офіцерами, знятими Гуго Бансером зі своїх постів після перевороту 1971 року.
14 листопада було оприлюднено декрет про проведення загальних виборів у першу неділю травня 1980 року (тобто 4 травня 1980 року) та про скасування попередніх виборчих списків. Це спричинило в країні нову хвилю протесту: політичні партії та профспілки виступили проти намірів Переди відкласти проведення виборів більше, ніж на рік. Рішення президента не мало підтримки і в армии — за десять днів після декрету про вибори, 24 листопада 1978 року Хуан Переда був усунутий конституціоналістами на чолі з генералом Давидом Падільєю.

### Після усунення від влади
Усунутий від влади Хуан Переда був заарештований у президентському палаці, проте невдовзі був звільнений. Він більше не повертався до політичної діяльності та виїхав до Санта-Круса, де й проживає дотепер.
У грудні 2007 року правосуддя Італії видало ордер на арешт Хуана Переди за звинуваченням в організації репресій за планом «Кондор» у період, коли той очолював міністерство внутрішніх справ Болівії.

### Звинувачення 2010 року
17 серпня 2010 року близько 18.30, як пізніше повідомив заступник начальника служби радіопатрулювання «Radiopatrullas 110» Анібаль Рівас, до поліції міста Санта-Крус надійшов дзвінок від сусідів Хуана Переди, які звинуватили його в сексуальних домаганнях стосовно учениць коледжу «La Madre». Переда був заарештований поліцією без будь-якого спротиву й доставлений до поліцейської дільниці, де був допитаний офіцерами поліції та адвокатами служби захисту дитинства. Оскільки батьки дівчат, у розбещенні яких звинуватили Переду, відмовились подавати позовні заяви, кримінальної справи відносно генерала порушено не було. Інспектор Франческа Рівера заявила, що батьки самі прибули до поліції та зізнались, що не були свідками зазіхань колишнього президента. Дівчата також заперечували подібні факти, розповівши, що 79-річний генерал лишень відчинив дверцята свого спортивного автомобіля й запропонував їм покататись, що й стало причиною конфлікту.
Сам Переда усіляко заперечував факт свого знайомства з дівчатами. Однак під час арешту у Переди було вилучено дві пачки начинених кокаїном цигарок, відомих як «pitillos». Начальник спецпідрозділу у боротьбі з розповсюдженням наркотиків у департаменті Санта-Крус (ісп. Fuerza Especial de Lucha contra el Narcotráfico (FELCN)) полковник Рубен Санчес заявив, що медичні аналізи підтвердили факт вживання кокаїну відставним генералом, але відкинув припущення стосовно того, що Хуан Переда був пов'язаний з наркотрафіком чи поширенням наркотиків. Опівдні 18 серпня колишній президент був поміщений до центру реабілітації хворих на наркоманію.